# توماس رولر

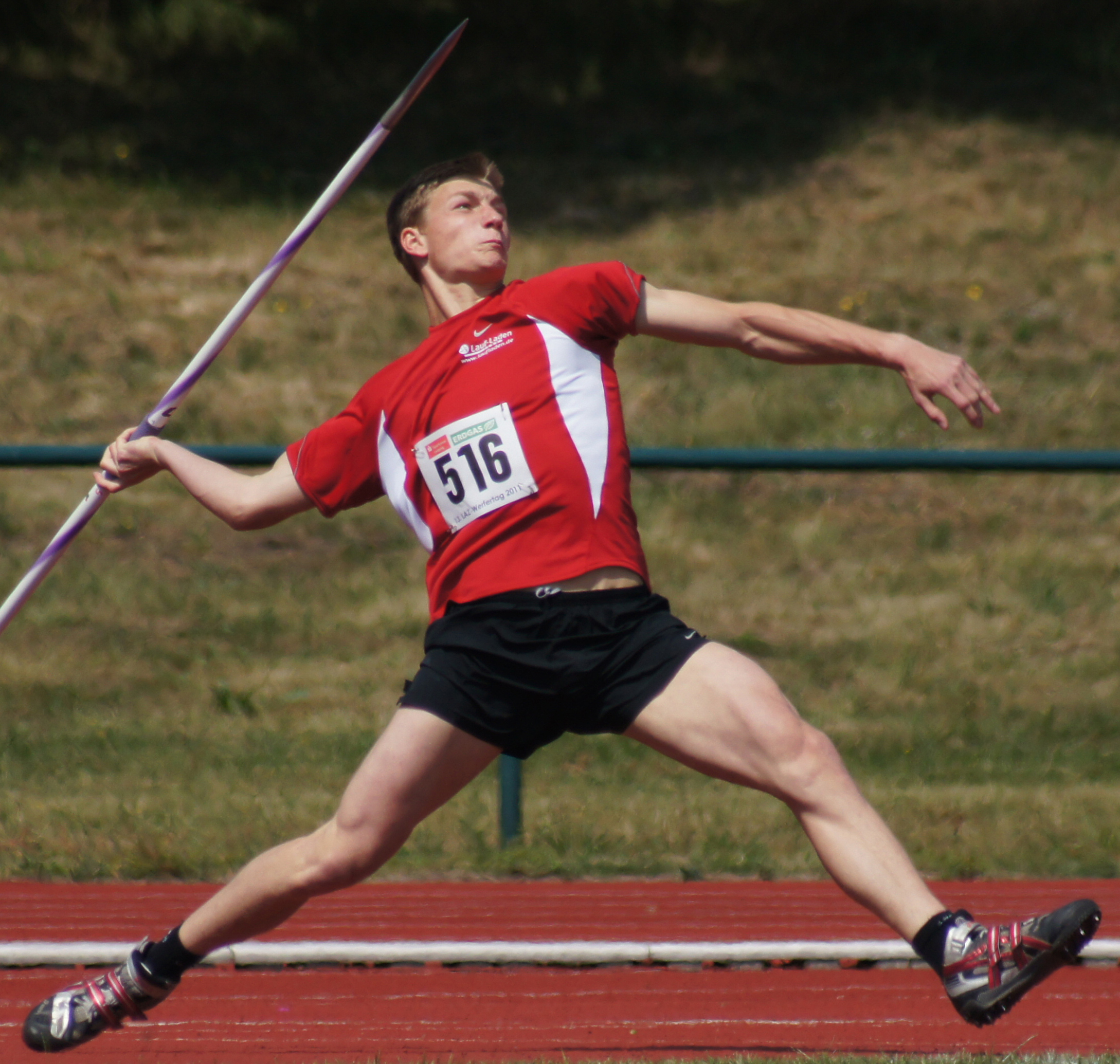
توماس رولر في سنة 2011

توماس رولر (بالألمانية: Thomas Röhler) هو رامي رمح ألماني ولد في يوم 30 سبتمبر 1991 في مدينة ينا في ألمانيا، أبرز إنجازاته هو فوزه بالميدالية الذهبية في دورة الألعاب الأولمبية الصيفية 2016 في ريو دي جانيرو بعد تفوقه على كل من الكيني جوليوس إيغو والترينيدادي كيشرون والكوت، رولر هو حامل الرقم الوطني الألماني بمسافة 91.28 متر الذي سجله في توركو في فنلندا في يونيو 2016.

## روابط خارجية
- توماس رولر على موقع الاتحاد الدولي لألعاب القوى (الإنجليزية)
- توماس رولر على موقع الاتحاد الأوروبي لألعاب القوى (الإنجليزية)
- توماس رولر على موقع الاتحاد الألماني لألعاب القوى (الألمانية)
- توماس رولر على موقع الدوري الماسي (الإنجليزية)
- توماس رولر على موقع اللجنة الأولمبية الدولية (الإنجليزية)
- توماس رولر على موقع أوليمبيديا (الإنجليزية)
- توماس رولر على موقع اللجنة الأولمبية الألمانية (الألمانية)